# ハレ - ベーブラ線
ハレ - ベーブラ線（ハレ - ベーブラせん、ドイツ語: Bahnstrecke Halle-Bebra）は、ザクセン＝アンハルト州、テューリンゲン州、ヘッセン州にある複線及び電化の幹線鉄道で、テューリンゲン本線とも呼ばれる。この路線はハレ (ザーレ)から始まり、ナウムブルク、ヴァイマール、エアフルト、アイゼナッハを経てベーブラに至る鉄道路線で、ベルリン - フランクフルト (マイン)間路線の一部である。

## 沿線概況

### ハレ (ザーレ)中央駅 - エアフルト中央駅

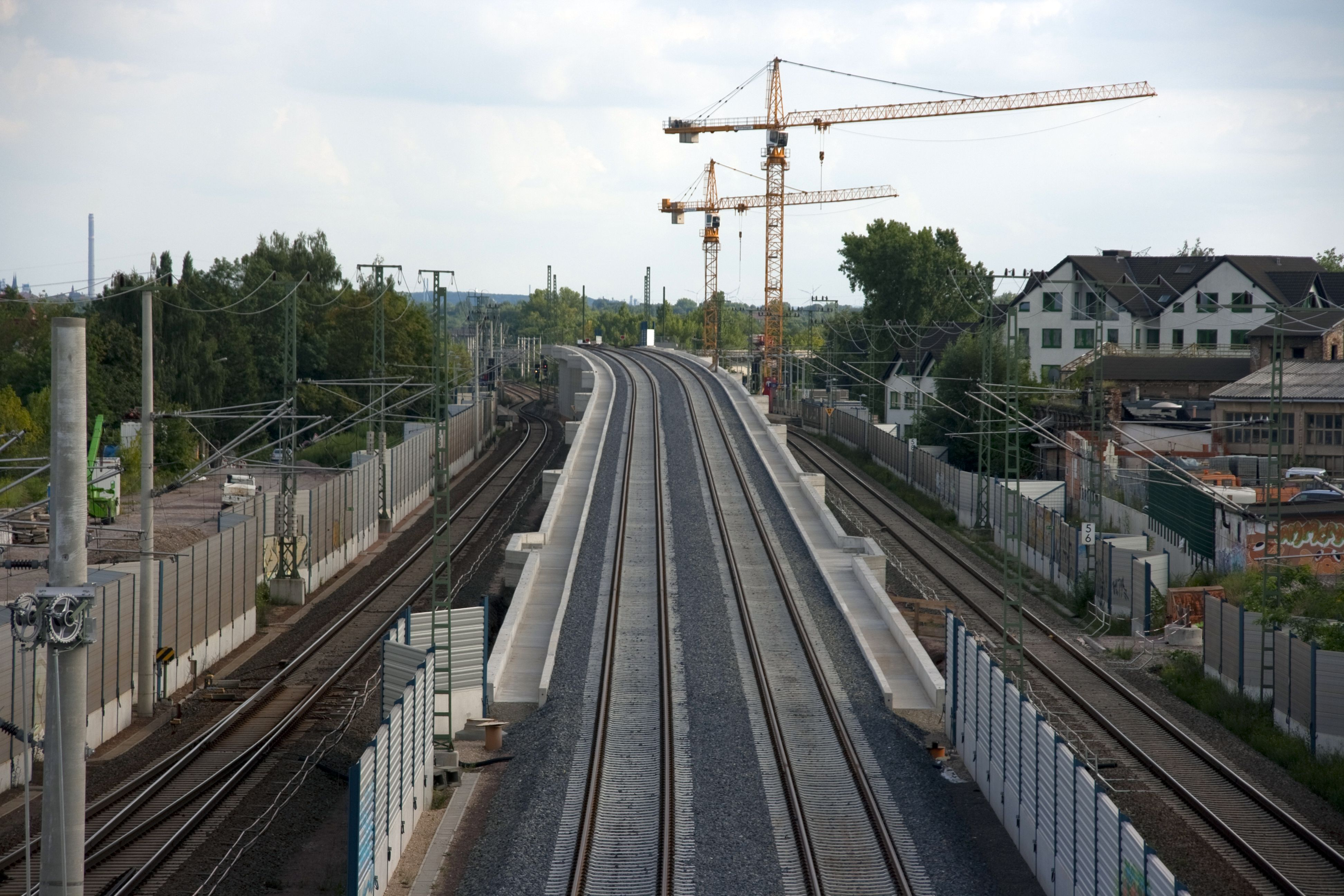
アメンドルフ駅近くの高速線分岐 (工事完了前)

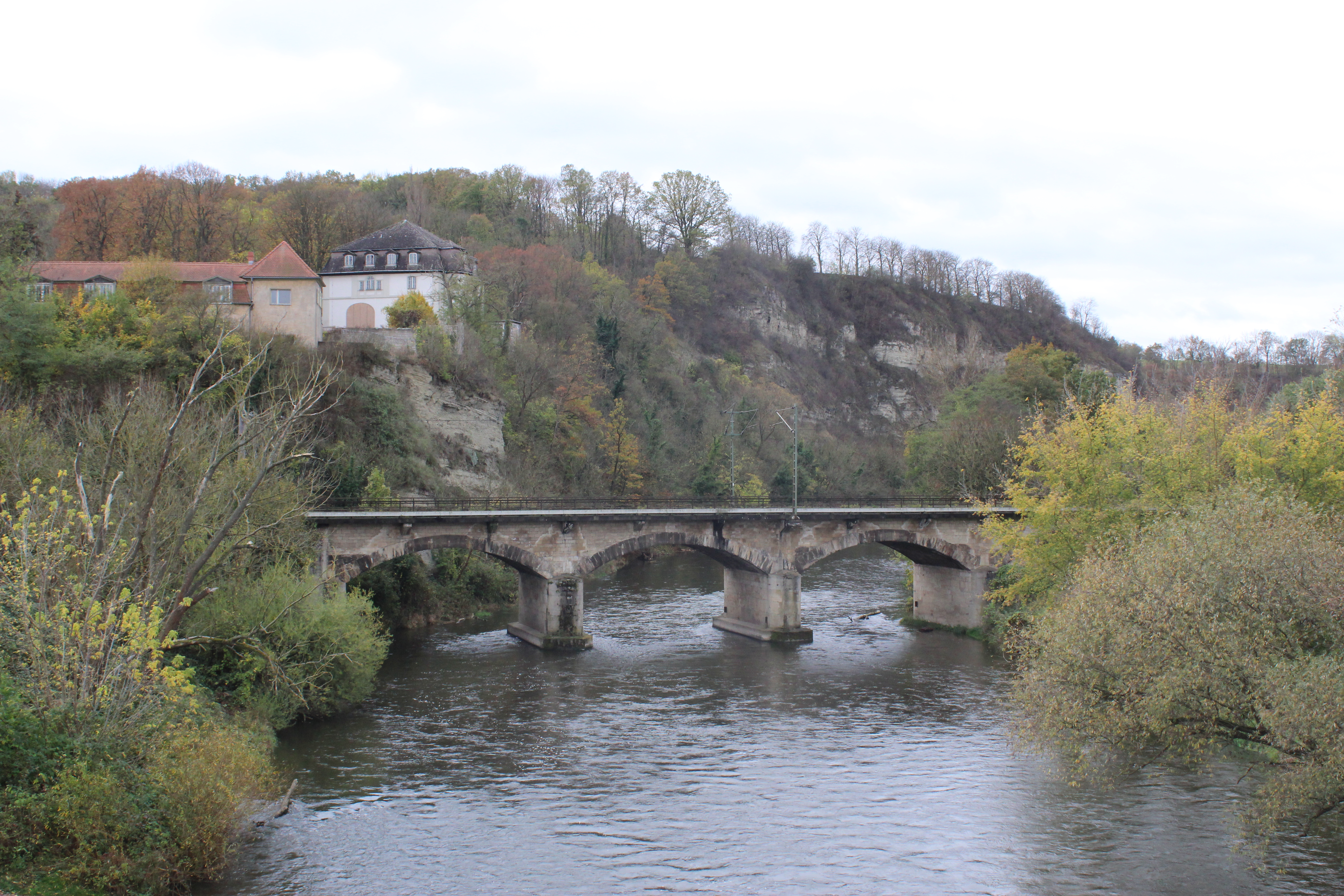
バート・コェーゼン所在ザーレ川鉄橋 (55.7 km地点)

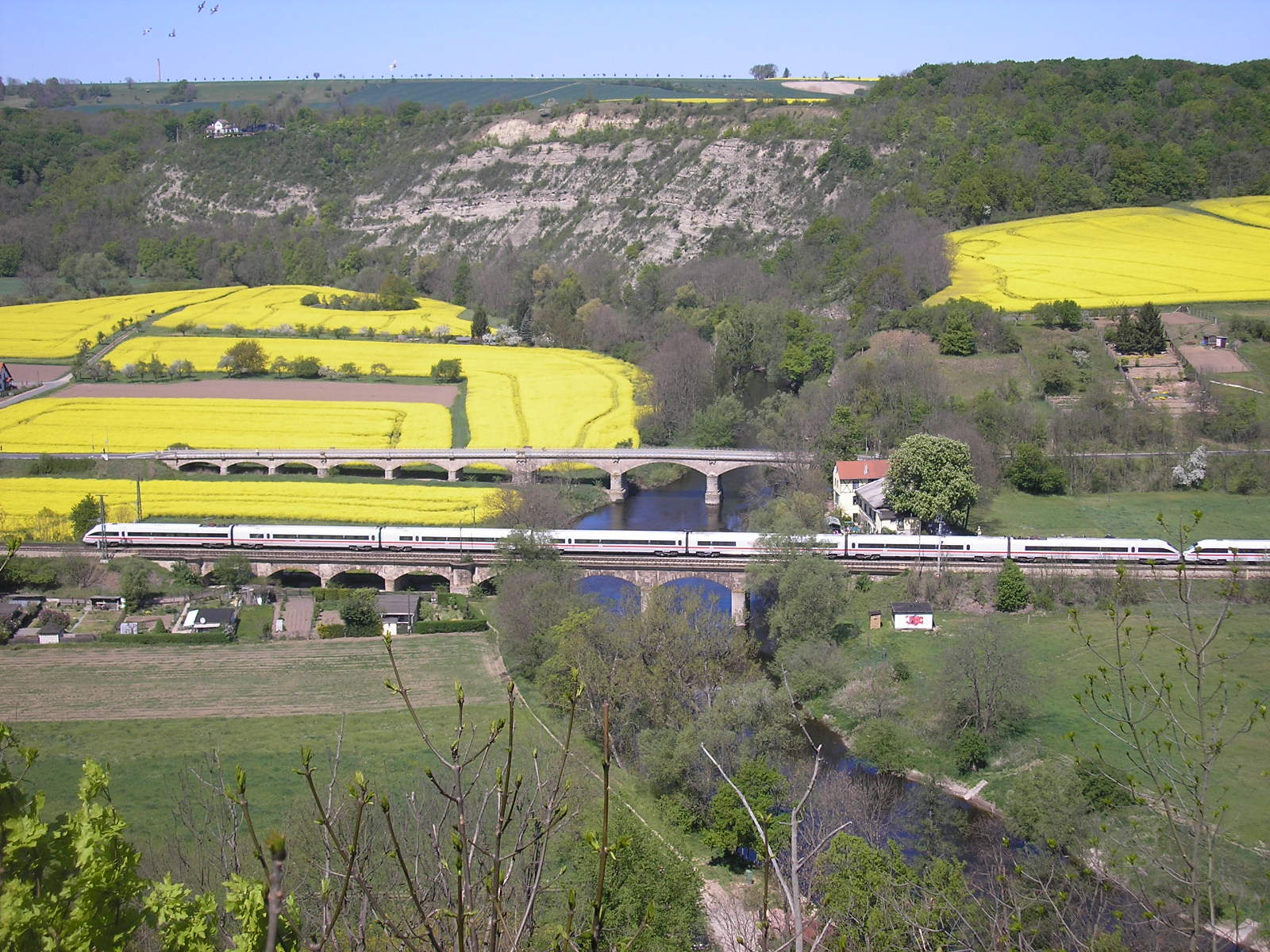
ザーレエクを通過するICE列車

列車はハレ (ザーレ)中央駅を出発し、南側に向かう。ハレ - ベーブラ線はザクセン＝アンハルト州の南側で一番重大な路線の一つである。東側にまずライプツィヒ方面の線路が分岐し、次にはハレ - ハン・ミュンデン線が西の方に分かれる。アメンドルフ駅の直前にエアフルト - ライプツィヒ高速線の連結線が分岐する。以後列車はアメンドルフ駅を経て、白エルスター川とザーレ川を渡り、シュコーパウ駅に至る。シュコーパウにはこの路線とブーナ化学工場 (Buna-Werke GmbH) の間に専用線があり、この工場は化工三角線 (Chemiedreieck) の一つである。メルゼブルク駅でメルゼブルク - クヴェアフルト線とメルゼブルク - ライプツィヒ線が分岐する。この路線はロイナ化学工場の側を通過し、グロースコルベルタ駅の前にライプツィヒ - グロースコルベルタ線と合流する。
グロースコルベルタ - ザールエク分岐点区間はドレスデン - フランクフルト (マイン)の東西軸とベルリン - ミュンヘンの南北軸が重なる区間なので、列車の通行量が一番多い。グロースコルベルタ駅の南側でザーレ川がこの路線に近接し、列車はグロースヘリンゲン駅に到るまでザーレ川を八度渡る。ヴァイセンフェルス駅でヴァイセンフェルス - ツァイツ線が分岐する。東ドイツの転換(Wende)と平和革命までヴァイセンフェルスに大きい貨物駅が存在したが、今は五つの線路と12個の分岐器が残っている。列車は次の主要駅のナウムブルク駅まで続けて走る。この路線はナウムベルクの南西側に続き、ぶどう畑で縁取ったザール川辺の自然公園ザーレ＝ウンシュトルト＝トリアスラントを貫通する。ザーレタールの向こうにはザールエク城とルデルス城が見える。ザールエクとグロースヘリンゲンの間にはミュンヘン方面のグロースヘリンゲン - ザールフェルト線が分かれる。
グロースヘリンゲンでこの路線はイルム川の上流に沿って、この川を四度横切る。バート・ズルツァの周辺地域はぶどう畑と温和な記号がある自然景観でテューリンゲンのトスカーナと呼ばれる。列車は次にアポルダ駅に到着する。アポルダの人口は線路建設と衣類産業の発展の陰で1900年には25,000人まで急激に増加した。次の主要駅はヴァイマル駅である。列車がヴァイマル駅を離れると、まずはヴァイマル - ゲーラ線が分岐する。この路線はエター山のふもとに沿って、平坦なテューリンゲン盆地に至る。エアフルトのフィーゼルバッハ区域には貨物の物流センターがこの路線と連結されており、エアフルト中央駅の東側には広い操車場と貨物駅が存在する。列車がエアフルトに到着する前に、この路線はライプツィヒからの高速線、ヴォルクランスハウゼン - エアフルト線及びザンガーハウゼン - エアフルト線と合流する。

### エアフルト中央駅 - ベーブラ駅

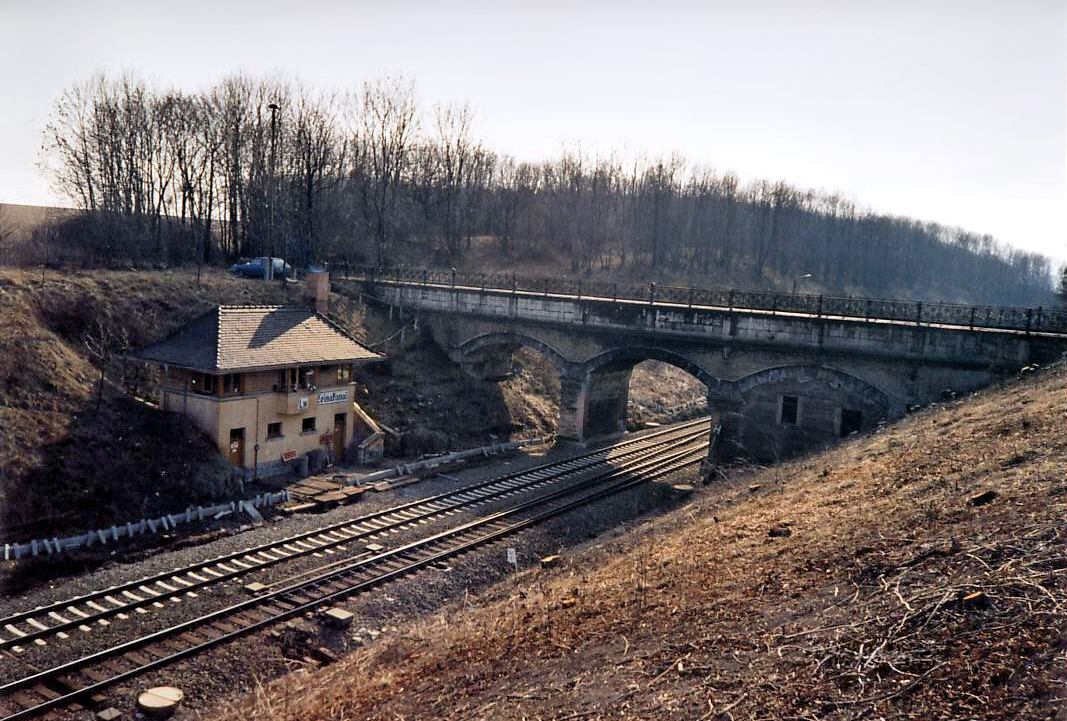
ライナ運河の水道橋とライナ運河旧駅(1993年)

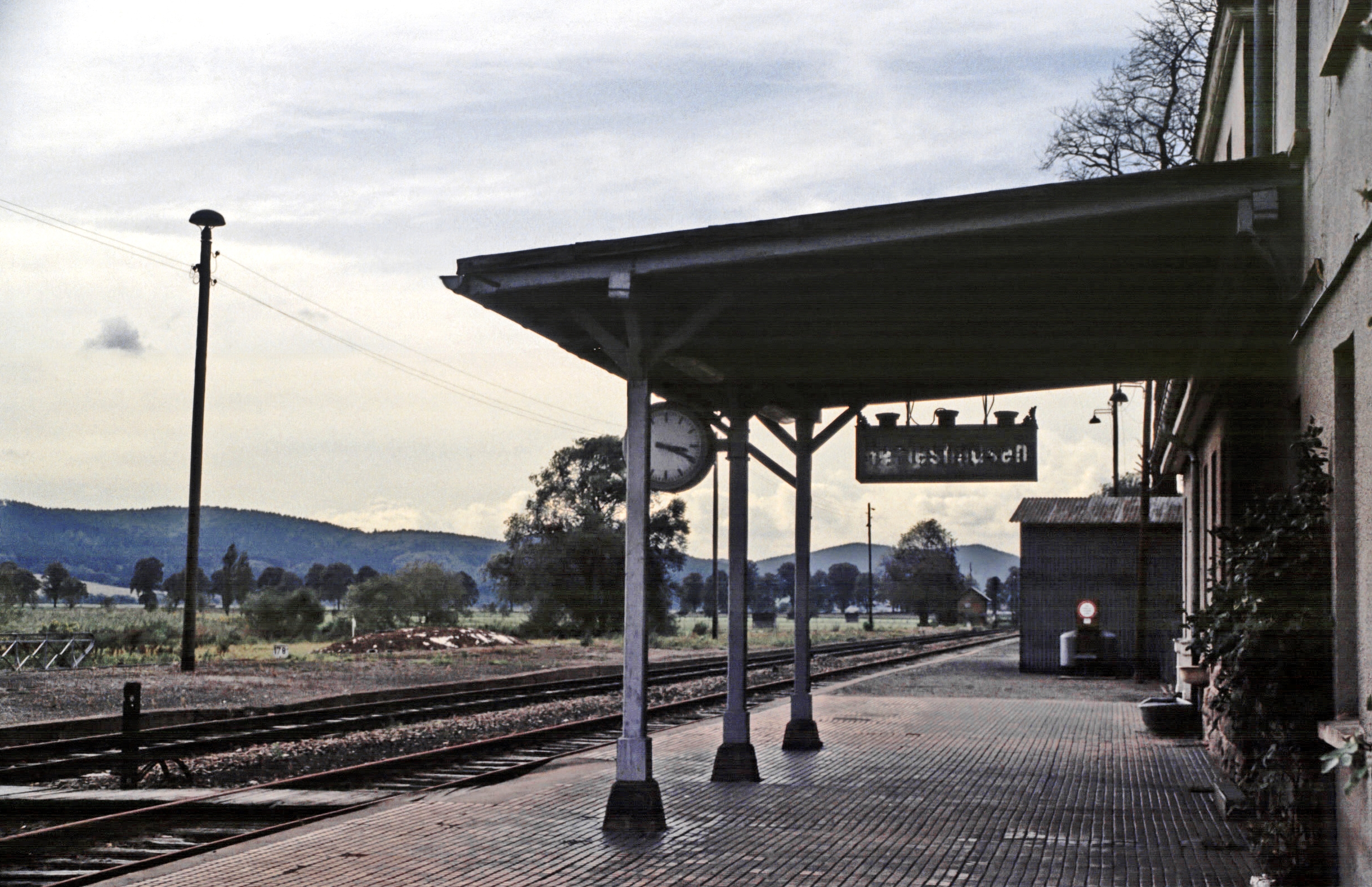
ドイツ国営鉄道時代のヘアレスハウゼン駅(1983年)

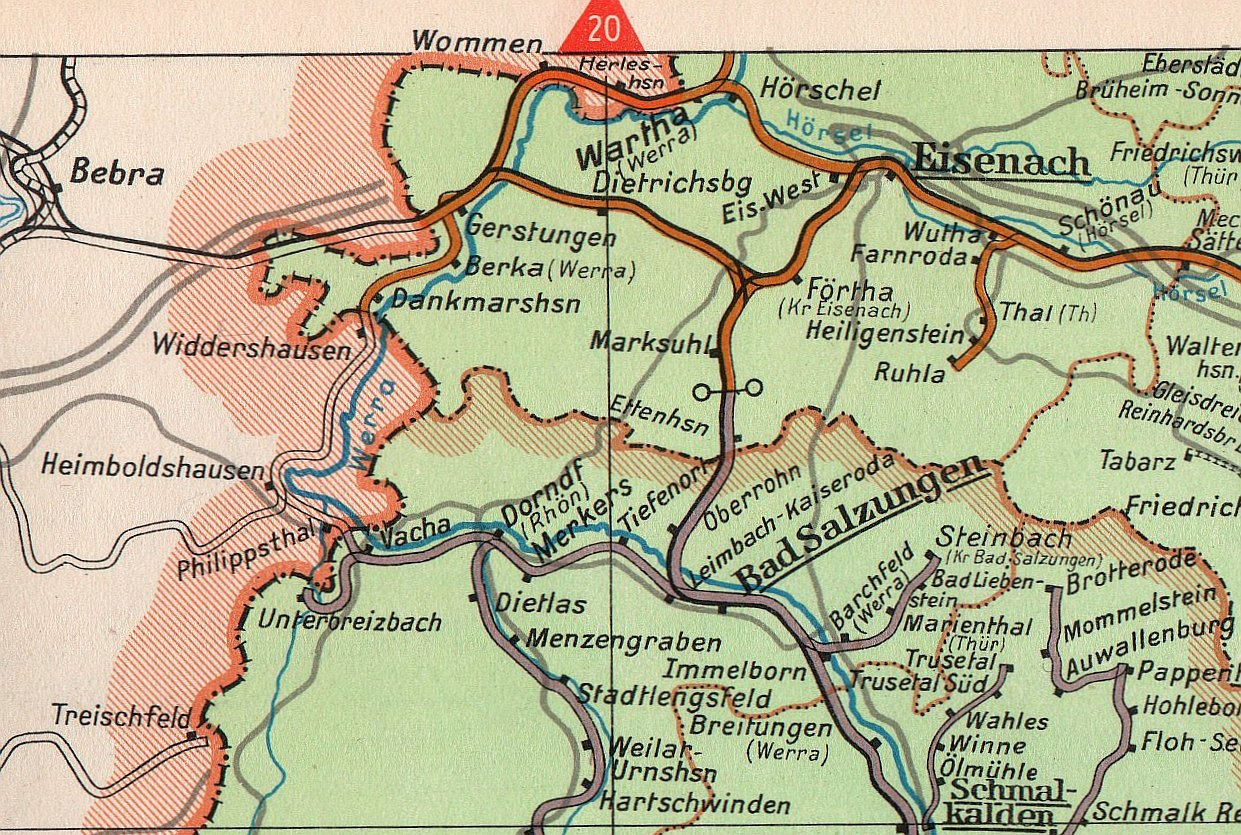
東ドイツの鉄道地図(1967年1月、26頁):フォェルタ - ゲルシュトゥンゲン旧線

エアフルト - ノイディーテンドルフ間は列車の運行頻度の高い区間である。列車はゲーラ川を何度渡る後に、ニュルンベルク - エアフルト高速線はビシュレーベン近くでこの路線から離れる。その後この路線はアプフェルシュテット川に沿ってノイディーテンドルフ駅に至る。列車がその駅から出発すると、ノイディーテンドルフ - リチェンハウゼン線は立体交差で分岐する。この路線は続けて三つの城(Drei Gleichen)とゼーブルク(Seeberg)を経てゴータ駅に至る。ゴータ駅の一部分は第二次世界大戦当時に爆撃を受けて、駅舎は部分的に服旧され、対合室は前より小さくなった。ゴータ駅から南側でゴータ - グレーフェンローダ線、北側でゴータ - ライネフェルデ線が分岐する。この路線は141.８ km地点で海抜324.4 mの最高点に至る。1994年以前にこの路線はライナ運河の水道橋の下を横切ったが、1994年線路の離設で曲率半径が大きくなり、高さも何メトール上がった。列車がフロェトシュテット駅に至る前に、フロェトシュテット - ゲオルゲンタール線がこの路線と合流する。その駅からこの路線はホェルゼル川上流に入り、この川に沿って続く。この路線はアウトバーン4号の下を横切って、ヴータ駅を経てICE停車駅のアイゼンアッハ駅に至る。ヴータ駅にはかつてヴータ - ルーラ旧線が分岐した。
アイゼナッハ駅からまずアイゼナッハ - リヒテンフェルス線がこの路線から分かれる。列車はホェルシェルでヴェラ川の谷に接近し、その川を渡る。列車はヘッセン州ヘアレスハウゼン町に7 kmぐらい走行し州境界線を再び超え、ヴェラ川と平行にゲルシュトゥンゲン駅に向かう。ゲルシュトゥンゲン駅からフォェルタ - ゲルシュトゥンゲン旧線がかつて分岐した。東ドイツ時代にはその旧線はアイゼナッハ - リヒテンフェルス線と共にゲルシュトゥンゲン - アイゼナッハ区間の迂回ルートとして使用された。
ゲルシュトゥンゲン駅から貨物線のゲルシュトゥンゲン - ファハ線が分岐する。この路線はウェラ川から離れ、ヘッセン州にあるボセローデ駅及びホェネバッハ駅の方に続く。この両駅の間にはヘッセン - テューリンゲンの境界線が二つある。列車は続けてホェネバッハトンネルを通過し、ロンスハウゼン駅に至る。ホェネバッハトンネルの車両限界 (Lichtraumprofil) は狭いので、現在走行速度は90 km/hに制限されている。列車はロンスハウゼン町を通過し、ベーブラ駅に到着する。その前にベルリン連結線 (Berliner Kurve) が分岐し、ベーブラ - フルダ線がこの路線と合流する。

## 歴史
テューリンゲン鉄道およびフリードリヒ＝ヴィルヘルム
テューリンゲン本線はハレ - カッセルの鉄道路線の一部で、ライプツィヒ - フランクフルト (マイン)間のヴィア・レギア (ラティン語で王道を意味する。)の道を追っている。テューリンゲン鉄道の建設は1841年12月20日プロイセン王国、ザクセン＝ヴァイマル＝アイゼナハ大公国、ザクセン＝コーブルク＝ゴータ公国間の条約 (Staatsvertrag) の締結で始まった。1844年にテューリンゲン鉄道会社 (Thüringische Eisenbahn-Gesellschaft) が設立されて、1846年6月から1849年12月までハレ - ゲルシュトゥンゲン間を六段階にかけて開通した。一方ゲルシュトゥンゲン - ベブラ間は1849年9月25日フリードリヒ＝ヴィルヘルム北部鉄道会社 (Friedrich-Wilhelms-Nordbahn-Gesellschaft) が開通した。
1914年ファースドルフ分岐点とベーブラ東分岐点を結ぶベルリン連結線が開通され、エアフルト - フランクフルト (マイン) 間の直結運転が実現できた。1941年から1945年までハレ - ザールエク分岐点 - ザールフェルト間が電化された。
1945年以後ドイツ分断のためゲルストゥンゲン駅は東西ドイツの境界駅となった。1946年在独ソ連軍政府の命令95号によりこの路線の電気運転が中止され、1967年9月とうとうハレ - ノイディーテンドルフ間に電気設備の設置が完了した。一方西ドイツの領域にはレールバス (Schienenbus) が部分的にベーブラ - オーバーズール区間に投入された。ドイツ連邦鉄道はまず機関車が牽引する客車を運行し、ゲルシュトゥンゲンの転車台で機関車を回した。1966年4月からドイツ国営鉄道はその運行方式を禁止して、その後レールバスはホェネバッハ - オーバーズール間で運行されることになった。
1990年2月ベーブラ - アイゼナッハ間の再連結のためにドイツ連邦鉄道とドイツ国営鉄道の関係者たちがアイゼナッハで集まった。鉄道関係者の会議にはベーブラ - ノイディーテンドルフ間の電化も論議され、運行速度向上の計画及びベルリン連結線の再建案が提出された。ベーブラ - アイゼナッハ間は1991年5月再び連結され、1992年9月に複線化された。かつてゲルシュトゥンゲン - アイゼナッハ間の迂回ルートだったフォェルタ - ゲルシュトゥンゲン線は1993年撤去された。
エアフルト - ベーブラ間の改良はドイツ再統一の交通プロジェクト7号として成功的に終わった。1995年5月この区間は電化され、最高速度は160km/hに至った。同時にベルリン連結線も再開通された。電子式信号扱い所 (Elektronisches Stellwerk) はアイゼンアッハ及びノイディーテンドルフで設置され、あとでエアフルト中央駅用施設も追加された。この二つの運転指令所はエアフルト - ゲルスツンゲン間に全ての信号装置と分岐器を制御する。
エアフルト中央駅はニュルンベルク - ライプツィヒ高速線建設の一環で2003年から2008年まで大幅に改築された。2005年10月からハレ市南部区間の線路改良が行い、6300 mの防音壁が設置され、走行速度は160 km/hまで向上された。2010年から2012年までヴァイマル - エアフルト間に大幅の改修工事が行われ、路盤と駅舎が改築された。2011年3月からメルゼンブルク駅周辺の改良工事のため線路、架空電車線及運転指令所が改めて設置された。2015年エアフルト-ライプツィヒ/ハレ高速線はハレ - エアフルト間と平行に開通された。この高速線はテューリンゲン鉄道のICE路線の大部分を引き受け、既存線路の負担は軽くなった。

## 運行形態

### 遠距離輸送
- ICE 50: ドレスデン - ライプツィヒ中央駅 - エアフルト中央駅 - ゴータ - アイゼナッハ - フルダ - フランクフルト (マイン) 中央駅 - ヴィースバーデン中央駅/ザーブリュッケン中央駅。120分間隔。使用車両はICE T。

### 地域輸送
ハレ (ザーレ)  - バート・コェーゼン区間は中部ドイツ運輸連合（Mitteldeutscher Verkehrsverbund、MDL）運賃制の適用区間である。グロースヘリンゲン - アイゼナッハ区間の運賃制は中部テューリンゲン運輸連合（Verkehrsverbund Mittelthüringen、VMT）の管轄下にある。ヘアレスハウゼン - ベーブラ区間の場合、運賃制は北ヘッセン運輸連合(Nordhessischer Verkehrsverbund、NVV)の区域に属する。
- 快速列車 (RE 1): ゲッティンゲン - ライネフェルデ - ゴータ - エアフルト中央駅 - イェーナ・ゴェシュヴィッツ - ゲーラ中央駅 - グラウハウ (ザクセン)。120分間隔[6]。使用車両はDB612形気動車。
- 快速列車 (RE 3): エアフルト中央駅 - ヴァイマル - イェーナ・ゴェシュヴィッツ - ゲーラ中央駅 - エルスターベルク。120分間隔[6]。使用車両はDB612形気動車。
- 快速列車 (RE 15): ライプツィヒ中央駅 - ヴァイセンフェルス - ナウンベルク (ザーレ) - バート・コェーゼン - グロースヘリンゲン - アポルダ - ヴァイマール - エアフルト中央駅。アベリオ社が運行。120分間隔。使用車両はタレント2。
- 快速列車 (RE 16): ハレ (ザーレ)  - アメンドルフ - シュコーパウ - メルゼブルク - ロイナ工場北駅 - ロイナ工場南駅 - グロースコルベータ - ヴァイセンフェルス - ライスリング - ナウムベルク - バート・コェーゼン - グロースヘリンゲン - アポルダ - ヴァイマール - エアフルト中央駅。アベリオ社運用。60分/120分間隔。使用車両はタレント2。
- 普通列車 (RB 6): アイセナッハ - アイセナッハ西駅 - オペル工場駅 - ホェルシェル - ヴァルタ - ヘアレスハウゼン - ゲルストゥンゲン - ヴィルデク・オーバーズール - ヴィルデク・ボッサーローデ - ヴィルデク・ホェネバッハ - ロンスハウゼン - ベーブラ。キャントゥス (CANTUS) 社運用。60分間隔[7]。使用車両はFLIRT。
- 普通列車 (RB 20): ライプツィヒ - グロースコルベータ - ヴァイセンフェルス - ナウンベルク (ザーレ) - バート・コェーゼン - グロースヘリンゲン - バート・ズルツァ - ニーダートレブラ - アポルダ - オースマンシュテット - ヴァイマル - ホプフガルテン - フィーゼルバッハ - エアフルト - ビシュレーベン - ノイディーテンドルフ - ヴァンダースレーベン - ゼーベルゲン - ゴータ - フロェトシュテット - メヒターシュテット - ゼッテルシュテット - ショェーナウ - ヴータ - アイゼナッハ。アベリオ社運用。60分間隔。使用車両はタレント2。
- 普通列車 (RB 21): エアフルト中央駅 - ヴァイマル - イェーナ・ゴェシュヴィッツ - ゲーラ中央駅。エアフルト鉄道社運用。120分間隔。使用車両はレギオシャトルRS1。
- 普通列車 (RB 25): ハレ (ザーレ)  - アメンドルフ - シュコーパウ - メルゼブルク - ロイナ工場北駅 - ロイナ工場南駅 - グロースコルベータ - ヴァイセンフェルス - ライスリング - ナウムベルク - バート・コェーゼン - イェーナ・パラディース - ザールフェルト。アベリオ社が運行。120分間隔。使用車両はタレント2。
- 普通列車 (RB 44): エアフルト中央駅 - ノイディーテンドルフ - アルンシュタット - プラウエン (テューリンゲン)  - ズール - マイニンゲン。南テューリンゲン鉄道 (Süd-Thüringen-Bahn) 運用。120分間隔。使用車両はレギオシャトルRS1。
- 普通列車 (RB 46): エアフルト中央駅 - ノイディーテンドルフ - アルンシュタット - プラウエン (テューリンゲン)  - イルメーナウ。エアフルト鉄道社が運行。60分間隔。使用車両はレギオ＝シャットル RS1或いはイティノ気動車。